# Biostar
Biostar o Biostar Microtech International Corp, è un'azienda di Taiwan, grande produttrice di motherboard e schede video.
Ha creato molte schede madri di bassa fascia ma funzionali, come la Biostar M7VKL, lanciata nel 2002 circa, dove si fa sentire la mancanza di un controller AGP (sebbene sia presente lo spazio dove saldare lo stesso). Un'altra mancanza si nota in soli 3 slot PCI su 4 posti e su 2 socket di SDRAM su 3.
È nota anche per essere una delle produttrici di schede madri e schede video che permettono all'utente finale di "modificare" (in genere aumentare) le tensioni e le frequenze delle stesse: Infatti i suoi prodotti sono quasi (se non tutti) overcloccabili.
Tra le sue schede madri troviamo la serie T-Power, T-Series e motherboard generiche, identificate da Biostar con seguito un codice, come Biostar M7VKL.
Ha collaborato con NVIDIA e con S3, integrando le schede video nelle stesse o vendendole assemblate con la scheda madre.